# Diocesi di Iztapalapa
La diocesi di Iztapalapa (in latino Dioecesis Iztapalapana) è una sede della Chiesa cattolica in Messico suffraganea dell'arcidiocesi di Città del Messico. Nel 2023 contava 1.650.000 battezzati su 1.835.486 abitanti. È retta dal vescovo Jorge Cuapio Bautista.

## Territorio
La diocesi comprende la delegazione Iztapalapa nel Distretto Federale Messicano.
La sede vescovile si trova nel quartiere di Iztapalapa de Cuitláhuac, dove sorge la cattedrale del Signore del Santo Sepolcro.
Il territorio si estende su 117 km² ed è suddiviso in 107 parrocchie.

## Storia
La diocesi è stata eretta il 28 settembre 2019 da papa Francesco con la bolla Qui mandavit, ricavandone il territorio dall'arcidiocesi di Città del Messico, di cui è stata resa suffraganea.

## Cronotassi dei vescovi
Si omettono i periodi di sede vacante non superiori ai 2 anni o non storicamente accertati.
- Jesús Antonio Lerma Nolasco † (28 settembre 2019 - 14 agosto 2021 ritirato)
- Jorge Cuapio Bautista, dal 14 agosto 2021

## Statistiche
La diocesi nel 2023 su una popolazione di 1.835.486 persone contava 1.650.000 battezzati, corrispondenti all'89,9% del totale.
| anno | popolazione | popolazione | popolazione | presbiteri | presbiteri | presbiteri | presbiteri                | diaconi | religiosi | religiosi | parrocchie |
| anno | battezzati  | totale      | %           | numero     | secolari   | regolari   | battezzati per presbitero | diaconi | uomini    | donne     | parrocchie |
| ---- | ----------- | ----------- | ----------- | ---------- | ---------- | ---------- | ------------------------- | ------- | --------- | --------- | ---------- |
| 2019 | 1.517.130   | 1.827.868   | 83,0        | 125        | 91         | 34         | 12.137                    | 29      | 68        | 120       | 105        |
| 2020 | 1.517.130   | 1.827.868   | 83,0        | 125        | 91         | 34         | 12.137                    | 29      | 68        | 120       | 105        |
| 2021 | 1.539.900   | 1.855.290   | 83,0        | 122        | 83         | 39         | 12.622                    | 27      | 40        | 168       | 101        |
| 2023 | 1.650.000   | 1.835.486   | 89,9        | 117        | 76         | 41         | 14.102                    | 22      | 50        | 172       | 107        |